# Ștefana Samfira
Ștefana Samfira (n. 9 noiembrie 1978, București, România) este o actriță română.

## Biografie
Fiica celebrului actor Florin Zamfirescu si a actriței de la Teatrului Mic, Valeria Sitaru, Ștefana s-a născut în București pe 9 noiembrie 1978 și de la trei ani era pe scena alături de părinții ei. După terminarea liceului teoretic Miguel de Cervantes, (promoția 1997) urmează cariera artistică a părinților ei, de fapt a întregii familii, frate: Vlad Zamfirescu, mama vitregă: Cătălina Mustață, mătușa: Raluca Zamfirescu și se înscrie la UNATC, București, Facultatea de Teatru, secția Arta Actorului, pe care o absolvă în 2001, după ce urmase în 2000 un stagiu la Conservatorul de Artă Dramatică din Paris. Urmează Studii Aprofundate, Specializarea Pedagogie Teatrală, UNATC, în anii 2001-2002 - Master de Film, UNATC, se înscrie la Doctorat în 2002 - Doctorand în Estetica teatrală și în anii 2003- 2005 urmează - Workshop Meyerhold - Prof. Univ. Vladimir Granov - ENSAT, Lyon, Franța.
Actriță de teatru și film, prezentator și realizator program cultural la un post de televiziune, colaborator la radio și mai nou, creatoare și prezentatoare de modă alături de soțul ei, designerul vestimentar născut în Cluj Cristian Samfira, care a realizat și încă realizează costume și scenografie pentru diverse piese de teatru, printre care amintim: „Tailleur pour dames” la Studioul de teatru „Casandra”, „Vânătoarea de balene” la Teatrul Național de Operetă Ion Dacian și Teatrul Metropolis.

## Filmografie
- Dublu (2016)
- Aniela (2009) - Regina Maria
- Îngerașii (2008) - Dr. Stănculescu
- Doctori de mame (2008) - Natalia
- Iubire ca în filme (2006) - Adina Andreescu

1. ↑  Ștefana Samfira